# Cistus asper
Cistus asper là một loài thực vật có hoa trong họ Nham mân khôi. Loài này được Demoly & R.Mesa mô tả khoa học đầu tiên năm 2005.